# Bugiardo (singolo)
Bugiardo è un singolo del rapper italiano Fabri Fibra, pubblicato il 26 ottobre 2007 come primo estratto dall'album omonimo.

## Video musicale
Diretto da Cosimo Alemà, il video si apre con Fabri Fibra che accende il televisore e sente dire da Nicola Savino che è il peggiore cantante che abbia mai messo in radio. La sequenza successiva mostra scene del rapper vestito da cane sui binari di un treno intento a cantare il brano con altre in cui lo stesso rapper si trova in macchina con Nesli e Vacca. Al termine del video Fabri Fibra canta sopra un tapis roulant in un ospedale.

## Tracce
1. Bugiardo – 3:35

## Classifiche
| Classifica (2007) | Posizione massima |
| ----------------- | ----------------- |
| Italia            | 25                |